# Comuna Maiborodivka, Kremenciuk
Maiborodivka (în ucraineană Майбородівка) este o comună în raionul Kremenciuk, regiunea Poltava, Ucraina, formată din satele Maiborodivka (reședința), Mîrne și Pîsarșciîna.

## Demografie
Componența lingvistică a comunei Maiborodivka
     Ucraineană (92,95%)
     Rusă (5,89%)
     Alte limbi (0,48%)
Conform recensământului din 2001, majoritatea populației comunei Maiborodivka era vorbitoare de ucraineană (92,95%), existând în minoritate și vorbitori de rusă (5,89%).